# 相模原市立橋本小学校
相模原市立橋本小学校（さがみはらしりつ はしもとしょうがっこう）は、神奈川県相模原市緑区橋本1丁目にある公立小学校である。

## 沿革
- 1973年（昭和48年） - 開校。
- 1974年（昭和49年） - 校舎と体育館建築[2][1]。
- 1982年（昭和57年） - 校舎B棟（一部）建築[2]。
- 2022年（令和4年）春 - 老朽化により、アスレチック撤去[3]。
- 2023年（令和5年）
  - 6月5日 - 開校50年記念バルーンリリース実施[4]。
  - 9月1日 - 新アスレチックが完成[3]。

## 通学区域
- 相模原市緑区[5]
  - 大山町
  - 西橋本1丁目
  - 西橋本2丁目
  - 西橋本3丁目（1番〜5番・12番〜23番）
  - 橋本1丁目
  - 橋本2丁目
  - 橋本1丁目（1番〜24番・26番・28番〜34番）
  - 橋本2丁目
  - 橋本3丁目（1番・4番・5番）
- 相模原市中央区
  - 下九沢（12番・13番・1080番〜1100番）

## 進学中学校
- 相模原市緑区[6]
  - 相模原市立旭中学校

## 周辺
- 相模原市立旭中学校 - 敷地が隣接、かつ進学先中学校。
- 社会福祉法人菊清会橋本りんごこども園 - 旭中学校に隣接、かつ進学前こども園のひとつ。
- 相模原市道橋本石神線 - 沿道に学校正門がある市道。
- 国道16号線 - 校地の一部が接する。
- 国道129号線
- 神奈川県道63号相模原大磯線
  - 上記路線は、学校付近で「橋本五差路」を形成する。
- 神奈川県警相模原北警察署橋本五差路交番
- 株式会社日本保育サービス アスク橋本保育園 - 進学前保育園のひとつ。
- アリオ橋本

## アクセス
- 神奈川中央交通「相31」・「相32」の各系統で、「橋本十字路」停留所より、
  - 相模原駅南口行のりばから、徒歩約270m・約4分。
  - 峡の原車庫行・相模原協同病院行のりばから、徒歩約400m弱・約6分（橋本五差路地下道経由）。
- JR東日本横浜線・相模線、京王電鉄相模原線橋本駅（南口）から、徒歩約1km・約15分。
- JR東日本相模線南橋本駅から、徒歩約1.3km・約20分。